# Ruta 6 (Paraguay)
La Ruta PY06 «Doctor Juan León Mallorquín» más conocida como Ruta Sexta, es una carretera paraguaya que une la ciudad de Encarnación con Minga Guazú, donde empalma con la Ruta PY02 para llegar a Ciudad del Este. Su extensión total es de 250 kilómetros (280 km. hasta Ciudad del Este).
Posee uno o dos carriles por mano en diferentes zonas de su recorrido. Es una de las rutas más transitadas e importantes del país.

## Cabinas de peaje
- km 24: Peaje Trinidad (km. 250 de Ciudad del Este)
- km 172: Peaje Iruña (km. 100 de Ciudad del Este)

## Ciudades
Las ciudades y pueblos de más de 1000 habitantes por los que pasa esta ruta de sur a norte son:
| Kilómetro | Localidad             | Departamento | Empalme |
| --------- | --------------------- | ------------ | ------- |
| 0         | Encarnación           | Itapúa       | PY01    |
| 13        | Capitán Miranda       | Itapúa       |         |
| 28        | Trinidad              | Itapúa       |         |
| 38        | Hohenau               | Itapúa       |         |
| 42        | Obligado              | Itapúa       |         |
| 47        | Bella Vista           | Itapúa       |         |
| 69        | Pirapó                | Itapúa       |         |
| 78        | Capitán Meza          | Itapúa       | PY07    |
| 93        | Edelira               | Itapúa       |         |
| 117       | Tomás Romero Pereira  | Itapúa       |         |
| 150       | San Rafael del Paraná | Itapúa       | PY18    |
| 165       | Doctor Raúl Peña      | Alto Paraná  |         |
| 174       | Iruña                 | Alto Paraná  |         |
| 192       | Naranjal              | Alto Paraná  | PY10    |
| 206       | Santa Rita            | Alto Paraná  |         |
| 225       | Tavapy                | Alto Paraná  |         |
| 250       | Minga Guazú           | Alto Paraná  | PY02    |

| Paraguay | Rutas Nacionales de Paraguay (recategorización por el M.O.P.C desde 2019) |  |
| --- | ------------------------------------------------------------------------- |  |
| PY01 - PY02 - PY03 - PY04 - PY05 - PY06 - PY07 - PY08 - PY09 - PY10 - PY11 PY12 - PY13 - PY14 - PY15 - PY16 - PY17 - PY18 - PY19 - PY20 - PY21 - PY22 |                                                                           |  |